# Skútustaðahreppur
Skútustaðahreppur est une ancienne municipalité du nord-est de l'Islande. Sa plus grande commune est Reykjahlíð située sur les rives du Mývatn.

## Histoire
En mai 2022, la municipalité de fusionne avec Þingeyjarsveit.